# 市政廳劇院

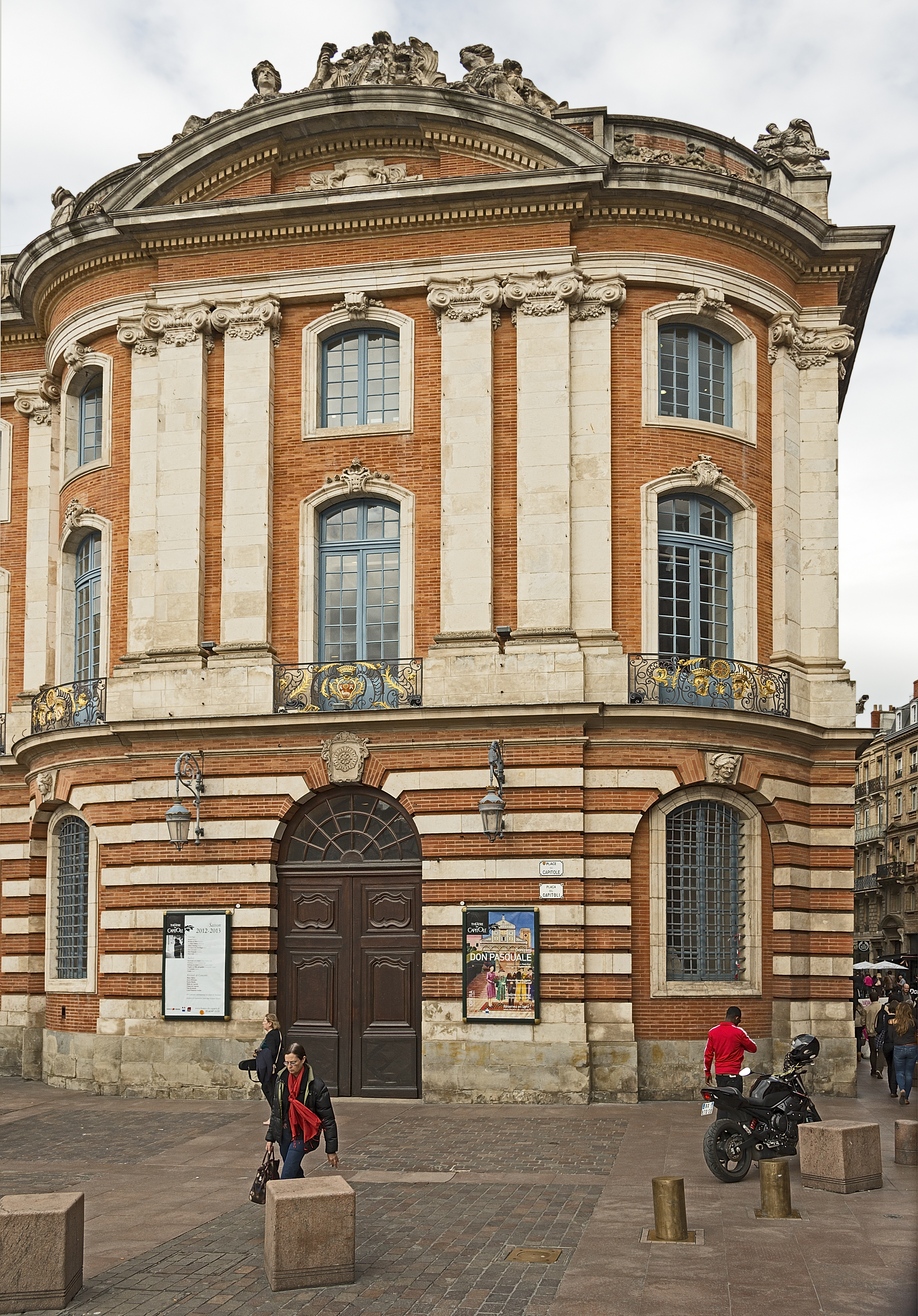
市政廳劇院

市政廳劇院（法語：Théâtre du Capitole) 是位於法國城市土魯斯的土魯斯市政廳內的一個劇院。現在的劇院修建於1818年，在1917年曾遭遇火災，但在1923年修復。劇院有1156個座位。劇院近年進行了翻修並在2010-11年重新開放。